# العقد المشؤوم
العقد المشؤوم في الأرجنتين هو اسم يُطلق على الفترة التي بدأت عام 1930 بالانقلاب ضد الرئيس هيبولوتو يريغوين من قبل خوسيه فيليكس ونتج عنه صعود خوان بيرون إلى السلطة بعد الانقلاب العسكري عام 1943. تميز هذا العقد بالنزوح الريفيّ الأساسيّ، إذ حطّم الكساد العظيم العديد من مُلّاك الأراضي وهو ما دفع الدولة إلى التصنيع لاستبدال الواردات. نتج الاقتصاد الفقير عن السياسة وأدى الاستياء الشعبي إلى انقلاب عام 1943، ثورة عام 1943 التي قام بها مجموعة الضباط الموحدين؛ فصيل القوميين في القوات المسلحة ضد الرئيس القائم بالأعمال رامون كاستيلو ووضعت نهايةً للعقد المخزي.

## العقد المخزي
تميزت الفترة بالخداع الانتخابيّ واضطهاد المعارضة السياسية (بشكل أساسي ضد الاتحاد المدنيّ الراديكالي) وعمّمت الفساد الحكوميّ، على خلفية الكساد العظيم. أجبر تأثير الأزمة الاقتصادية العديد من المزارعين والعمال الريفيّين على تغيير أماكنهم نحو أطراف المدن الكبرى، ما أدى إلى إنشاء أول مدن الأكواخ. وعليه قفز عدد سكان بوينس آيرس من 1,5 مليون عام 1914 إلى 3,5 مليون عام 1935. نظرًا لافتقارهم للخبرة السياسية على عكس المهاجرين الأوروبيين الذين جلبوا معهم أفكار الاشتراكية والأناركية، سيوفر سكان المدن الجدد القاعدة الاجتماعية، في العقد القادم، للبيرونية.

### الفضائح السياسية والاقتصادية
استنكر السيناتور الليبرالي الديمقراطي ليساندرو دي لا توري (مؤسس الحزب التقدمي الديمقراطي) فضائحًا مختلفة، موجّهًا تحقيقًا حول تجارة اللحوم بدايةً من عام 1935. في منتصف التحقيق، قُتل تابع دي لا توري، السيناتور المنتخب إنزو بوردابيهيري، على يد رامون فالديز كورا على أرض  مجلس الشيوخ ووقعت مقاطعة (سانتا في) تحت سيطرة الحكومة. صُوّرت جريمة القتل في فيلم أخرجه خوان خوسيه خوسيد عام 1984 بعنوان «جريمة في مجلس الشيوخ».
كانت شيد (الشركة الأرجنتينية للكهرباء وهي فرع لتكتل صوفينا متعدد الجنسيات) في قلب تحقيق حول فضيحة سياسية واقتصادية. أدّت فضيحة شيد -رمز العقد المخزي- إلى تحقيقات تبعت ثورة عام 1943 التي خلعت حكومة رامون كاستيلو بانقلاب عسكري، وإلى تقرير رودريغيز كوندي عن التنازلات المقدمة لشركات الكهرباء.

### محاكمة الأرجنتين العلنية لساكو وفانزيتي
في عام 1931، وبعد عام من إعدام الأناركي الإيطالي سيفرينيو دي جيوفاني ورفيقه باولينو سكارفو -اللذان نفّذا حملة دعاية الفعل التي تسعى إلى الحصول على دعمٍ عالميٍّ في قضّية ساكو وفانزيتي وهاجمه مصالح إيطاليا الفاشية في الأرجنتين- قدم ثلاثة أناركيين شهادات حية خلال محاكمة علنيّة قالوا فيها أنهم تعرضوا للتعذيب بتهمة اغتيال أفراد عائلة السياسيّ المحافظ خوسيه م. بلانش. عُرفت القضية باسم سجناء البيرغادو، وزادت من السخط الشعبي العالمي. اعتُبر الأناركيون، الذين أنشأوا شبكة تضامن مع رفاقهم المطرودين بموجب قانون الإقامة لعام 1902 الذي يسمح بطرد المهاجرين الذي يُهدّدون الأمن القوميّ ويُزعجون النظام القائم، أعداءً للشعب من قبل ديكتاتورية أوريبو. قبل تنفيذ حكم الإعدام بهم، انفجرت قنابل ثلاثة أناركيين في ثلاثة أماكن إستراتيجية في شبكة طرق بوينس آيرس في العشرين من يناير عام 1931، وأدت لمقتل ثلاثة وجرح سبعة عشر آخرين.
في عام 1942، وقّع الوزير سولانو ليما على إطلاق سراح المعتقلين، بُرِّأَت أسماؤهم بموجب قانون عام 1933 الذي أيّده النائب الاشتراكي غويليرمو إستافيز بويرو. في عام 2003، ضمن قانونٌ تعويضًا لابنة أحد الضحايا الأناركيين لهذه المحاكمة العلنية.

## رئاسة خوستو (1932-1938)
اشترك أرتورو خواريتشي عام 1933 في حراكٍ فاشلٍ قاده العقيد فرانشيسكو بوش والعقيد غريغوريو بومار في مدينة باسو دي لوس ليبريس في مقاطعة كوريينتس، واعتُقل لمشاركته.

### السياسة الاقتصادية والاجتماعية

#### معاهدة روكا-رونسيمان
خلال فترة تولي خوستو للرئاسة، وقعت الأرجنتين معاهدة روكا-رونسيمان مع المملكة المتحدة والتي كفلت توفير اللحوم الطازجة للمملكة المتحدة مقابل استثمارات هامة في قطاع النقل الأرجنتيني وأعطت عدة تنازلاتٍ من قبل الأرجنتين، مثل تقديم السيطرة على الطرق العامة في بوينس آيرس لشركة بريطانية؛ شركة الطرق.
في مؤتمر أتاوا الذي عُقد عام 1932، اعتمدت بريطانيا تدابيرًا تُفضّل الصادرات من مستعمراتها والمناطق التي تُسيطر عليها. كان الضغط من مُلّاك الأراضي الأرجنتيين الذين استعادت لهم الحكومة التجارة مع المشتري الرئيسي للحبوب واللحم الأرجنتيني قويًا جدًا. بقيادة الفيسكونت والتر رونسيمان، رئيس المجلس التجاري البريطاني، كانت المحادثات مكثّفة وأسفرت عن التوقيع في السابع والعشرين من أبريل على معاهدة روكا-رونسيمان.
أنشأت المعاهدة فضيحةً، لأن المملكة المتحدة خصصت للأرجنتين حصة نسبية أقل من بقية مناطق سيطرتها، إذ خُصِّصَ 390 ألف طن من اللحوم للأرجنتين مقابل تنازلاتٍ تُقدمها الأرجنتين للشركات البريطانية وخمسة وثمانية بالمئة من الصادرات يجب أن تُرتّب عن طريق شركات الشحن المُجمّد البريطانية. إضافةً لذلك، لم تُنظّم الرسوم على شبكة الطرق التي تُشغلها المملكة المتحدة، ولم تُنشئ المعاهدة رسومًا جمركية على الفحم، وأعطت إعفاءات خاصة للشركات البريطانية التي تملك استثمارات في الأرجنتين وخفضّت أسعار الصادرات الأرجنتينية. نتجت عدة مشاكل عن المعاهدة، إذ أعلن روكا نائب الرئيس، بعد توقيع المعاهدة، «نظرًا لأهميتها الاقتصادية تُمثل الأرجنتين منطقة سيطرة بريطانية كبيرة». سخر ليساندرو دي لا توري، أحد منافسي روكا الرئيسيين وأكثرهم صخبًا، من كلماته إذ كتب في مقالٍ افتتاحيّ: «في هذه الظروف، لن نتمكن من القول أن الأرجنتين تحولت إلى منطقة خاضعة لبريطانيا، لأن إنجلترا لا تملك الحرية لتُطلق مثل هذه الإهانات على المناطق الخاضعة لها».
انفصل الحزب الديمقراطي التقدمي أحد الداعمين لترشح خوستو للرئاسة بسبب هذه القضية المثيرة للجدل. ألغى مجلس الشيوخ، في النهاية، المعاهدة في الثامن والعشرين من يوليو. تبع هذه المداولات عدة إضرابات للعمال، خصوصًا في مقاطعة (سانتا في) والذي انتهى بعد تدخل الحكومة فيها.

#### التصنيع لاستبدال الواردات وسياسات بينيدو الاقتصادية
على الطرف الآخر، دفعت سياسة الانعزال التجارية بين القوى العالمية في نهاية المطاف إلى بداية التطور الصناعيّ الأرجنتينيّ من خلال استبدال الورادات. بدأت شركات الاستيراد، مثل شركة الأغذية بونغي آند بون للأعمال الزراعية ومجموعة ترونكويست التي اتجهت سابقًا نحو التصدير، بتنويع نشاطاتها والاستثمار في الصناعات الوطنية التي تسعى لتغطية الاستهلاك المحلي.
تحت توجيهات وزير الاقتصاد المحافظ فيدريكو بينيدو، أصبحت السياسة الاقتصادية تدخليّة، رغم بقائها بمسعىً محافظ. أنشأ بنيدو البنك المركزي بناءً على اقتراح من السير أوتو نييمير مدير بنك إنجلترا. تكوّن مجلس مدراء البنك المركزي بشكل أساسي من شخصيات مرتبطة بالبنوك الخاصة. كانت مهمة البنك المركزي إدارة البيزو (العملة المحلية) وتنظيم أسعار الفائدة. كان الكاتب والمفكر راؤول سكالبريني أورتيز من أشدّ المنتقدين للتدخل البريطاني ورأى في البنك المركزي تجسيدًا حقيقيًا لهذا التدخل.
أنشأت المجالس الوطنية التنظيمية أيضًا في هذه الفترة، وَسَعَت لتطوير النشاطات الخاصة والعامة والتحكم بجودة المنتجات من أجل كل من الاستهلاك المحلي والتصدير. من أجل دعم أسعار المنتجات وتجنّب الإنتاج المسرف، أتلفت المجالس الوطنية التنظيمية محاصيلًا كاملة من الذرة واستخدمتها وقودًا للقاطرات بصرف النظر عن الجوع الشعبي. أُنفق ما يزيد عن 30 مليون بيزو في السنة لإتلاف منتجات النبيذ.
علاوةً على ذلك، أطلق بينيدو مشروعًا وطنيًا لإنشاء الطرق، إذ وصلت الشبكة الوطنية إلى 30000 كيلومتر في عام 1938 (رغم أن قسمًا كبيرًا منها بقي دون تعبيد). تنافس هذا المشروع مع نظام السكك الحديدية، في عُهدة معظم الشركات البريطانية، وعزز تغلغل الشركات الأمريكية التي تبيع السيارات في السوق الأرجنتيني. نما الاستثمار الأجنبي المباشر الأمريكي خلال هذا الوقت، إذ أسّست شركات مثل شركات النسيج سوداميتيكس ودوسيلو وأندرسون كلايتون نفسها في الأرجنتين، وكذلك شركات الإطارات فاير ستون آند غودستون، وشركة الإلكترونيات فيلكو وشركة المواد الكيميائية جونسون آند  جونسون.
كانت سياسات لوسيانو موليناس، حاكم مقاطعة (سانتا في) بين عامي 1932-1936 وأحد زعماء الحزب التقدمي الديمقراطي، استثناءاتٍ بارزةٍ لسياسات بينيدو المحافظة، ، وكذلك الأمر بالنسبة لسياسات أماديو ساباتيني، حاكم مقاطعة غوردوبا بين عامي 1936-1940. كان أول إجراء للحاكم موليناس، الذي تولى منصبه في 20 فبراير 1932، إعادة تأسيس الدستور التقدمي لمقاطعة (سانتا في) الذي أنشأته الجمعية التأسيسية عام 1921، والذي ألغاه الحاكم الراديكالي إنريك موسكا. كفل موليناس استقلال النظام القضائي، والمساواة الضريبية، والتعليم العلماني، وحق المرأة في التصويت وحق الأجانب في التصويت لانتخاب السلطات المجتمعية. وأنشأت إدارة موليناس أيضًا وزارة العمل في المقاطعة، والتي كفلت مراعاة المادة 28 من دستور المقاطعة، فيما يتعلق بساعات العمل اليومية المقدرة بثمان ساعاتٍ في اليوم والحدّ الأدنى للأجور وتنظيم عمل الأطفال والإناث. خفَّض موليناس أيضًا راتبه من 2500 إلى 1800 بيزو، ما أدى إلى تعليق سداد الدين الخارجي للمقاطعة وسمح لميزانية (سانتا في) أن تصبح إيجابية. من الآن فصاعدًا، دعم الأشغال العامة تحت إشراف الوزير ألبرتو كاسيلا، ما أدى إلى زيادة العمالة المحلية. كما نفذ إصلاحاتٍ معتدلة للأراضي، التي عُورضت بشدة من قبل المتطرفين المحافظين والأليفاريست الراديكاليين وكذلك في جمعية سوسيداد الريفية. وأخيرًا، أنشأ المعهد التجريبي للتحقيق الزراعي، وهو المعهد الذي خلف المعهد الوطني لتكنولوجيا الزراعة.
ومع ذلك  خوفًا من الهزائم الانتخابية لصالح تحالف كونكوردانسيا في (سانتا في) وفي الكلية الانتخابية، أمر خوستو بالتدخل العسكري في مقاطعة (سانتا في) في الثالث من أكتوبر 1935، إذ أرسل العقيد بيرلينغر والوزير خواكين ف. رودريغيز للسيطرة على الحكومة المحلية. حدثت مقاومة مسلحة ضد الّتدخّل الفيدرالي، ولكن من أجل تجنب حمامِ دمٍ، رفض موليناس ودي لا توري المقاومة. سرعان ما ألغى رودريغيز مرة أخرى دستور عام 1921 وفكك تدريجيًا إنجازات موليناس.